# メキシコ・オープン
メキシコ・オープン (Mexico Open) または アビエルト・メキシコ・テルセル (Abierto Mexicano Telcel) は、毎年2月下旬にメキシコのアカプルコで開催される男子プロテニス・トーナメントである。大会規格はATPツアー500。2020年までは男女同時開催であった。
1993年から2000年まではメキシコシティで開催されていた。2013年まではクレーコートで行われていたが、2014年からハードコートでの開催に変更された。

## 歴代優勝者

### 男子シングルス
| 開催地・サーフェス          | 年               | 優勝者                           | 準優勝者                             | 決勝結果                |
| --------------------------- | ---------------- | -------------------------------- | ------------------------------------ | ----------------------- |
| メキシコシティ クレーコート | ↓ ATPツアー250 ↓ | ↓ ATPツアー250 ↓                 | ↓ ATPツアー250 ↓                     | ↓ ATPツアー250 ↓        |
| メキシコシティ クレーコート | 1993             | トーマス・ムスター               | カルロス・コスタ                     | 6-2, 6-4                |
| メキシコシティ クレーコート | 1994             | トーマス・ムスター (2)           | ロベルト・ハバリ                     | 6-3, 6-1                |
| メキシコシティ クレーコート | 1995             | トーマス・ムスター (3)           | フェルナンド・メリジェニ             | 7-6(7-4), 7-5           |
| メキシコシティ クレーコート | 1996             | トーマス・ムスター (4)           | イジー・ノバク                       | 7-6(7-3), 6-2           |
| メキシコシティ クレーコート | 1997             | フランシスコ・クラベ             | フアン・アルベルト・ビロカ           | 6-4, 7-6(9-7)           |
| メキシコシティ クレーコート | 1998             | イジー・ノバク                   | グザビエ・マリス                     | 6-3, 6-3                |
| メキシコシティ クレーコート | 1999             | 開催なし                         | 開催なし                             | 開催なし                |
| メキシコシティ クレーコート | ↓ ATPツアー500 ↓ |                                  |                                      |                         |
| メキシコシティ クレーコート | 2000             | フアン・イグナシオ・チェラ       | マリアノ・プエルタ                   | 6-4, 7-6(7-4)           |
| アカプルコ クレーコート     | 2001             | グスタボ・クエルテン             | ガロ・ブランコ                       | 6-4, 6-2                |
| アカプルコ クレーコート     | 2002             | カルロス・モヤ                   | フェルナンド・メリジェニ             | 7-6(7-4), 7-6(7-4)      |
| アカプルコ クレーコート     | 2003             | アグスティン・カレリ             | マリアノ・サバレタ                   | 7-5, 3-6, 6-3           |
| アカプルコ クレーコート     | 2004             | カルロス・モヤ (2)               | フェルナンド・ベルダスコ             | 6-3, 6-0                |
| アカプルコ クレーコート     | 2005             | ラファエル・ナダル               | アルベルト・モンタニェス             | 6-1, 6-0                |
| アカプルコ クレーコート     | 2006             | ルイス・オルナ                   | フアン・イグナシオ・チェラ           | 7-5(8-6), 6-4           |
| アカプルコ クレーコート     | 2007             | フアン・イグナシオ・チェラ (2)   | カルロス・モヤ                       | 6-3, 7-6(7-2)           |
| アカプルコ クレーコート     | 2008             | ニコラス・アルマグロ             | ダビド・ナルバンディアン             | 6-1, 7-6(7-1)           |
| アカプルコ クレーコート     | 2009             | ニコラス・アルマグロ (2)         | ガエル・モンフィス                   | 6-4, 6-4                |
| アカプルコ クレーコート     | 2010             | ダビド・フェレール               | フアン・カルロス・フェレーロ         | 6-3, 3-6, 6-1           |
| アカプルコ クレーコート     | 2011             | ダビド・フェレール (2)           | ニコラス・アルマグロ                 | 7-6(7-4), 6-7(2-7), 6-2 |
| アカプルコ クレーコート     | 2012             | ダビド・フェレール (3)           | フェルナンド・ベルダスコ             | 6-1, 6-2                |
| アカプルコ クレーコート     | 2013             | ラファエル・ナダル (2)           | ダビド・フェレール                   | 6-0, 6-2                |
| アカプルコ ハードコート     | 2014             | グリゴール・ディミトロフ         | ケビン・アンダーソン                 | 7-6(7-1), 3-6, 7-6(7-5) |
| アカプルコ ハードコート     | 2015             | ダビド・フェレール (4)           | 錦織圭                               | 6-3, 7-5                |
| アカプルコ ハードコート     | 2016             | ドミニク・ティーム               | バーナード・トミック                 | 7-6(8-6), 4-6, 6-3      |
| アカプルコ ハードコート     | 2017             | サム・クエリー                   | ラファエル・ナダル                   | 6-3, 7-6(7-3)           |
| アカプルコ ハードコート     | 2018             | フアン・マルティン・デル・ポトロ | ケビン・アンダーソン                 | 6-4, 6-4                |
| アカプルコ ハードコート     | 2019             | ニック・キリオス                 | アレクサンダー・ズベレフ             | 6-3, 6-4                |
| アカプルコ ハードコート     | 2020             | ラファエル・ナダル (3)           | テイラー・フリッツ                   | 6-3, 6-2                |
| アカプルコ ハードコート     | 2021             | アレクサンダー・ズベレフ         | ステファノス・チチパス               | 6-4, 7-6(7-3)           |
| アカプルコ ハードコート     | 2022             | ラファエル・ナダル (4)           | キャメロン・ノリー                   | 6-4, 6-4                |
| アカプルコ ハードコート     | 2023             | アレックス・デミノー             | トミー・ポール                       | 3-6, 6-4, 6-1           |
| アカプルコ ハードコート     | 2024             | アレックス・デミノー (2)         | キャスパー・ルード                   | 6-4, 6-4                |
| アカプルコ ハードコート     | 2025             | トマーシュ・マハーチ             | アレハンドロ・ダビドビッチ・フォキナ | 7-6(8-6), 6-2           |

### 男子ダブルス
| 開催地・サーフェス          | 年               | 優勝者                                                          | 準優勝者                                                | 決勝結果                   |
| --------------------------- | ---------------- | --------------------------------------------------------------- | ------------------------------------------------------- | -------------------------- |
| メキシコシティ クレーコート | ↓ ATPツアー250 ↓ | ↓ ATPツアー250 ↓                                                | ↓ ATPツアー250 ↓                                        | ↓ ATPツアー250 ↓           |
| メキシコシティ クレーコート | 1993             | レオナルド・ラバージェ ジャイミ・オンシンス                     | オラシオ・デ・ラ・ペーニャ ホルヘ・ロザノ               | 7-6, 6-4                   |
| メキシコシティ クレーコート | 1994             | フランシスコ・モンタナ ブライアン・シェルトン                   | ルーク・イェンセン マーフィー・イェンセン               | 6-3, 6-4                   |
| メキシコシティ クレーコート | 1995             | ハビエル・フラナ レオナルド・ラバージェ (2)                     | マルク＝ケビン・ゲルナー ディエゴ・ナルジーソ           | 7-5, 6-3                   |
| メキシコシティ クレーコート | 1996             | ドナルド・ジョンソン フランシスコ・モンタナ (2)                 | ニコラス・ペレイラ エミリオ・サンチェス                 | 6-2, 6-4                   |
| メキシコシティ クレーコート | 1997             | ニコラス・ラペンティ ダニエル・オルサニッチ                     | ルイス・エレラ マリアノ・サンチェス                     | 4-6, 6-3, 7-6              |
| メキシコシティ クレーコート | 1998             | イジー・ノバク ダビド・リクル                                   | ダニエル・オルサニッチ ダビド・ロディーティ             | 6-4, 6-2                   |
| メキシコシティ クレーコート | 1999             | 開催なし                                                        | 開催なし                                                | 開催なし                   |
| メキシコシティ クレーコート | ↓ ATPツアー500 ↓ |                                                                 |                                                         |                            |
| メキシコシティ クレーコート | 2000             | バイロン・ブラック ドナルド・ジョンソン (2)                     | ガストン・エトリス マルティン・ロドリゲス               | 6-3, 7-5                   |
| アカプルコ クレーコート     | 2001             | ドナルド・ジョンソン (3) グスタボ・クエルテン                   | デビッド・アダムズ マルティン・ガルシア                 | 6-3, 7-6(7-5)              |
| アカプルコ クレーコート     | 2002             | ボブ・ブライアン マイク・ブライアン                             | マルティン・ダム ダビド・リクル                         | 6-1, 3-6, [10-2]           |
| アカプルコ クレーコート     | 2003             | マーク・ノールズ ダニエル・ネスター                             | ダビド・フェレール フェルナンド・ビセンテ               | 6-3, 6-3                   |
| アカプルコ クレーコート     | 2004             | ボブ・ブライアン (2) マイク・ブライアン (2)                     | フアン・イグナシオ・チェラ ニコラス・マスー             | 6-2, 6-3                   |
| アカプルコ クレーコート     | 2005             | ダビド・フェレール サンティアゴ・ベントゥーラ                   | イジー・バネク トマーシュ・ジープ                       | 4-6, 6-1, 6-4              |
| アカプルコ クレーコート     | 2006             | フランティシェク・チェルマク レオシュ・フリードル               | ポティート・スタラーチェ フィリッポ・ボランドリ         | 7-5, 6-2                   |
| アカプルコ クレーコート     | 2007             | ポティート・スタラーチェ マルティン・バサージョ・アルグエージョ | ルーカス・ドロウヒー パベル・ビズネル                   | 6-0, 6-2                   |
| アカプルコ クレーコート     | 2008             | オリバー・マラチ ミハル・メルティナク                           | アグスティン・カレリ ルイス・オルナ                     | 6-2, 6-7(3-7), [10-7]      |
| アカプルコ クレーコート     | 2009             | フランティシェク・チェルマク (2) ミハル・メルティナク (2)       | ルカシュ・クボット オリバー・マラチ                     | 4-6, 6-4, [10-7]           |
| アカプルコ クレーコート     | 2010             | ルカシュ・クボット オリバー・マラチ (2)                         | ファビオ・フォニーニ ポティート・スタラーチェ           | 6-0, 6-0                   |
| アカプルコ クレーコート     | 2011             | ビクトル・ハネスク ホリア・テカウ                               | マルセロ・メロ ブルーノ・ソアレス                       | 6-1, 6-3                   |
| アカプルコ クレーコート     | 2012             | ダビド・マレーロ フェルナンド・ベルダスコ                       | マルセル・グラノリェルス マルク・ロペス                 | 6-3, 6-4                   |
| アカプルコ クレーコート     | 2013             | ルカシュ・クボット (2) ダビド・マレーロ (2)                     | シモーネ・ボレッリ ファビオ・フォニーニ                 | 7-5, 6-2                   |
| アカプルコ ハードコート     | 2014             | ケビン・アンダーソン マシュー・エブデン                         | フェリシアーノ・ロペス マックス・ミルヌイ               | 6-3, 6-3                   |
| アカプルコ ハードコート     | 2015             | イワン・ドディグ マルセロ・メロ                                 | マリウシュ・フィルステンベルク サンティアゴ・ゴンサレス | 7-6(7-2), 5-7, [10-3]      |
| アカプルコ ハードコート     | 2016             | トレト・ユーイ マックス・ミルヌイ                               | フィリップ・ペッシュナー アレクサンダー・ペヤ           | 7-6(7-5), 6-3              |
| アカプルコ ハードコート     | 2017             | ジェイミー・マリー ブルーノ・ソアレス                           | ジョン・イスナー フェリシアーノ・ロペス                 | 6-3, 6-3                   |
| アカプルコ ハードコート     | 2018             | ジェイミー・マリー (2) ブルーノ・ソアレス (2)                   | ボブ・ブライアン マイク・ブライアン                     | 7-6(7-4), 7-5              |
| アカプルコ ハードコート     | 2019             | ミーシャ・ズベレフ アレクサンダー・ズベレフ                     | アルテム・シタク オースティン・クライチェク             | 2-6, 7-6(7-4), [10-5]      |
| アカプルコ ハードコート     | 2020             | ルカシュ・クボット (3) マルセロ・メロ (2)                       | フアン・セバスティアン・カバル ロベルト・ファラ         | 7-6(8-6), 6-7(4-7), [11-9] |
| アカプルコ ハードコート     | 2021             | ケン・スクプスキ ニール・スクプスキ                             | マルセル・グラノリェルス オラシオ・セバジョス           | 7-6(7-3), 6-4              |
| アカプルコ ハードコート     | 2022             | フェリシアーノ・ロペス ステファノス・チチパス                   | マルセロ・アレバロ ジャン＝ジュリアン・ロジェ           | 7-5, 6-4                   |

### 女子シングルス
| 開催地・サーフェス      | 年   | 優勝者                         | 準優勝者                     | 決勝結果            |
| ----------------------- | ---- | ------------------------------ | ---------------------------- | ------------------- |
| アカプルコ クレーコート | 2001 | アマンダ・クッツァー           | エレーナ・デメンチェワ       | 2-6, 6-1, 6-2       |
| アカプルコ クレーコート | 2002 | カタリナ・スレボトニク         | パオラ・スアレス             | 6-7(1-7), 6-4, 6-2  |
| アカプルコ クレーコート | 2003 | アマンダ・クッツァー (2)       | マリアナ・ディアス＝オリバ   | 7-5, 6-3            |
| アカプルコ クレーコート | 2004 | イベタ・ベネソバ               | フラビア・ペンネッタ         | 7-6(7-5), 6-4       |
| アカプルコ クレーコート | 2005 | フラビア・ペンネッタ           | ルドミラ・セルバノバ         | 3-6, 7-5, 6-3       |
| アカプルコ クレーコート | 2006 | アンナ＝レナ・グローネフェルト | フラビア・ペンネッタ         | 6-1, 4-6, 6-2       |
| アカプルコ クレーコート | 2007 | エミリー・ロワ                 | フラビア・ペンネッタ         | 7-6(7-0), 6-4       |
| アカプルコ クレーコート | 2008 | フラビア・ペンネッタ (2)       | アリーゼ・コルネ             | 6-0, 4-6, 6-1       |
| アカプルコ クレーコート | 2009 | ビーナス・ウィリアムズ         | フラビア・ペンネッタ         | 6-1, 6-2            |
| アカプルコ クレーコート | 2010 | ビーナス・ウィリアムズ (2)     | ポロナ・ヘルツォグ           | 2-6, 6-2, 6-3       |
| アカプルコ クレーコート | 2011 | ヒセラ・ドゥルコ               | アランチャ・パラ・サントンハ | 6-3, 7-6(7-5)       |
| アカプルコ クレーコート | 2012 | サラ・エラニ                   | フラビア・ペンネッタ         | 5-7, 7-6(7-2), 6-0  |
| アカプルコ クレーコート | 2013 | サラ・エラニ (2)               | カルラ・スアレス・ナバロ     | 6-0, 6-4            |
| アカプルコ ハードコート | 2014 | ドミニカ・チブルコバ           | クリスティナ・マクヘール     | 7-6(7-3), 4-6, 6-4  |
| アカプルコ ハードコート | 2015 | ティメア・バシンスキー         | キャロリン・ガルシア         | 6-3, 6-0            |
| アカプルコ ハードコート | 2016 | スローン・スティーブンス       | ドミニカ・チブルコバ         | 6-4, 4-6, 7-6(7-5)  |
| アカプルコ ハードコート | 2017 | レシア・ツレンコ               | クリスティナ・ムラデノビッチ | 6-1, 7-5            |
| アカプルコ ハードコート | 2018 | レシア・ツレンコ (2)           | シュテファニー・フェーゲレ   | 5-7, 7-6(7-2), 6-2  |
| アカプルコ ハードコート | 2019 | 王雅繁                         | ソフィア・ケニン             | 2-6, 6-3, 7-5       |
| アカプルコ ハードコート | 2020 | ヘザー・ワトソン               | レイラ・フェルナンデス       | 6-4, 6-7(8-10), 6-1 |

### 女子ダブルス
| 開催地・サーフェス       | 年   | 優勝者                                                                      | 準優勝者                                                                | 決勝結果               |
| ------------------------ | ---- | --------------------------------------------------------------------------- | ----------------------------------------------------------------------- | ---------------------- |
| アカプルコ] クレーコート | 2001 | マリア・ホセ・マルティネス・サンチェス アナベル・メディナ・ガリゲス         | ビルヒニア・ルアノ・パスクアル パオラ・スアレス                         | 6-4, 6-7(5-7), 7-5     |
| アカプルコ] クレーコート | 2002 | ビルヒニア・ルアノ・パスクアル パオラ・スアレス                             | ティナ・クリザン カタリナ・スレボトニク                                 | 7-5, 6-1               |
| アカプルコ] クレーコート | 2003 | エミリー・ロワ アサ・スベンソン                                             | ペトラ・マンデュラ パトリシア・ワーツシュ                               | 6-3, 6-1               |
| アカプルコ] クレーコート | 2004 | リサ・マクシア ミラグロス・セケラ                                           | オルガ・ブラホトバ ガブリエラ・ナブラチロバ                             | 2-6, 7-6(7-5), 6-4     |
| アカプルコ] クレーコート | 2005 | アリーナ・イドコワ タチアナ・ペレビニス                                     | ロサ・マリア・アンドレス・ロドリゲス コンチタ・マルティネス・グラナドス | 7-5, 6-3               |
| アカプルコ] クレーコート | 2006 | アンナ＝レナ・グローネフェルト メガン・ショーネシー                         | 浅越しのぶ エミリー・ロワ                                               | 6-1, 6-3               |
| アカプルコ] クレーコート | 2007 | ルルド・ドミンゲス・リノ アランチャ・パラ・サントンハ                       | エミリー・ロワ ニコル・プラット                                         | 6-3, 6-3               |
| アカプルコ] クレーコート | 2008 | ヌリア・リャゴステラ・ビベス マリア・ホセ・マルティネス・サンチェス (2)     | イベタ・ベネソバ ペトラ・チェトコフスカ                                 | 6-2, 6-4               |
| アカプルコ] クレーコート | 2009 | ヌリア・リャゴステラ・ビベス (2) マリア・ホセ・マルティネス・サンチェス (3) | ルルド・ドミンゲス・リノ アランチャ・パラ・サントンハ                   | 6-4, 6-2               |
| アカプルコ] クレーコート | 2010 | ポロナ・ヘルツォグ バルボラ・ザフラボバ・ストリコバ                         | サラ・エラニ ロベルタ・ビンチ                                           | 2-6, 6-1, [10-2]       |
| アカプルコ] クレーコート | 2011 | マリヤ・コリャツェワ イオアナ・ラルカ・オラル                               | ルルド・ドミンゲス・リノ アランチャ・パラ・サントンハ                   | 3-6, 6-1, [10-4]       |
| アカプルコ] クレーコート | 2012 | サラ・エラニ ロベルタ・ビンチ                                               | ルルド・ドミンゲス・リノ アランチャ・パラ・サントンハ                   | 6-2, 6-1               |
| アカプルコ] クレーコート | 2013 | ルルド・ドミンゲス・リノ (2) アランチャ・パラ・サントンハ (2)               | カタリナ・カスタノ マリアナ・ドゥケ・マリノ                             | 6-4, 7-6(7-1)          |
| アカプルコ ハードコート  | 2014 | クリスティナ・ムラデノビッチ ガリナ・ボスコボワ                             | ペトラ・チェトコフスカ イベタ・メルツァー                               | 6-3, 2-6, [10-5]       |
| アカプルコ ハードコート  | 2015 | ララ・アルアバレナ マリア・テレサ・トロ・フロル                             | アンドレア・フラバーチコバ ルーシー・ハラデツカ                         | 7-6(7-2), 5-7, [13-11] |
| アカプルコ ハードコート  | 2016 | アナベル・メディナ・ガリゲス (2) アランチャ・パラ・サントンハ (3)           | キキ・ベルテンス ヨハンナ・ラーション                                   | 6-0, 6-4               |
| アカプルコ ハードコート  | 2017 | ダリヤ・ユラク アナスタシア・ロディオノワ                                   | マリアナ・ドゥケ・マリノ ベロニカ・セペデ・ロイグ                       | 6-3, 6-2               |
| アカプルコ ハードコート  | 2018 | タチヤナ・マリア ヘザー・ワトソン                                           | ケイトリン・クリスティアン サブリナ・サンタマリア                       | 7-5, 2-6, [10-2]       |
| アカプルコ ハードコート  | 2019 | ビクトリア・アザレンカ 鄭賽賽                                               | デシラエ・クラウチェク ジュリアーナ・オルモス                           | 6-1, 6-2               |
| アカプルコ ハードコート  | 2020 | デシラエ・クラウチェク ジュリアーナ・オルモス                               | カテリナ・ボンダレンコ シャロン・フィッチマン                           | 6-3, 7-6(7-5)          |